# Kabatina juniperi
Kabatina juniperi R. Schneid. & Arx – gatunek grzybów z klasy Dothideomycetes.

## Systematyka i nazewnictwo
Pozycja w klasyfikacji według Index Fungorum: Kabatina, Dothioraceae, Dothideales, Dothideomycetidae, Dothideomycetes, Pezizomycotina, Ascomycota, Fungi.
Po raz pierwszy opisali go w 1966 r. Roswitha Schneider i Josef Adolph von Arx na liściach kilku gatunków jałowców w Niemczech i Holandii.

## Charakterystyka
Kabatina juniperi to jeden z wielu gatunków grzybów pasożytniczych porażających jałowce (Juniperus). Wywołuje u nich chorobę o nazwie zamieranie wierzchołków jałowca. Oprócz niego głównymi sprawcami tej choroby są Diaporthe juniperivora i Sydowia polyspora.
Kabatina juniperi zimuje w porażonych i obumarłych pędach, na korze jałowców lub na ziemi. Jej owocniki rozwijają się wiosną, a w okresie wilgotnej pogody uwalniają zarodniki dokonujące infekcji pędów. Wnikają do rośliny przez rany, zarówno te spowodowane mechanicznie, np. podczas przycinania krzewów, jak i przez drobne ranki spowodowane przez owady. Przy sprzyjającej grzybowi wilgotnej pogodzie patogen rozprzestrzeni się w krzewie w ciągu kilka lat lub mniej. Porażone końcowe części pędów jałowca na długości od 5 do 35 cm najpierw stają się matowo zielone, potem czerwone lub żółte. U podstawy przebarwionej tkanki widoczne są drobne zmiany w kolorze popielatoszarym do srebrnych, nakrapiane małymi czarnymi owocnikami grzyba. Brązowe, wysuszone liście w końcu opadają z drzewa pod koniec maja lub w czerwcu. Choroba pojawia się tylko wczesną wiosną (luty-marzec).